# 5061 Макінтош
5061 Макінтош (5061 McIntosh) — астероїд головного поясу. Відкритий 22 лютого 1988 року Робертом Макнотом. Названий на честь Брюса Макінштоша, працівника Національної науково-дослідної ради Канади.
Тіссеранів параметр щодо Юпітера — 3,212.